# 艶月堂
艶月堂（えんげつどう、生没年不詳）とは、江戸時代の浮世絵師。

## 来歴
師系・経歴不明。踊り子と三味線箱を持つ少女を描いた大判の紅摺絵「芸妓図」の1点が作として知られるのみで、作画期は宝暦の頃とされる。『浮世絵師伝』はその画風について「清満に似たり」と述べている。